# Jonathan Van Ness
Jonathan McDonald Van Ness, né le 28 mars 1987, communément nommé par ses initiales, JVN, est un coiffeur, animateur de podcast, activiste, acteur, auteur et personnalité de la télévision américaine. Il est connu en tant qu'expert en soins dans la série Queer Eye, diffusée sur Netflix, pour son rôle dans la série parodique Gay of Thrones, ainsi que pour son podcast Getting Curious with Jonathan Van Ness.

## Biographie
Jonathan Van Ness naît le 28 mars 1987 et grandit à Quincy, dans l'Illinois, au sein de la sixième génération d'une famille de journalistes, responsable du conglomérat de diffusion et de presse Quincy Media, ainsi que du journal phare de la société, le Herald-Whig. Sa mère est vice-présidente de Quincy Media ; lui-même étant un descendant de la famille Oakley, qui contrôle l'entreprise depuis les années 1890.
Jonathan Van Ness revendique son homosexualité. Il est régulièrement victime d'intimidation pour sa « féminité et flamboyance naturelle » et reçoit des menaces de mort.  Il a enduré des années de jugement, d'humiliations et de traumatismes et déclare : « En grandissant, il n'y a pas un seul vernis à ongles, pas une sorte de talons, pas un foulard, que je n'aie essayés - j'avais définitivement les foulards Hermès de ma mère dans mes cheveux et autour de ma taille - c'étaient mes jupes, et j'ai adoré ça… Mais quand j'étais vraiment jeune, j'avais vraiment des [réactions] femme honteuse, genre honteuse quand je m'habillais comme ça. Quand je jouais avec ces choses, je savais que ça devait être... à huis clos. »,. Même s'il se sent bien dans sa peau, il lui faut un certain temps pour apprendre à gérer les réactions des autres. En réponse aux intimidations, il utilise l'humour comme mécanisme d'adaptation et s'appuie sur un petit groupe d'amis proches qui le soutiennent.
Dans sa jeunesse, Jonathan Van Ness est agressé sexuellement, à l'église, par un garçon plus âgé. Cette agression le lance dans des comportements autodestructeurs. Au début de son adolescence, il utilise le chat en ligne pour socialiser et rencontrer des hommes plus âgés. Il est le premier pom-pom girl de sexe masculin de la Quincy Senior High School et dirige ensuite des pom-pom girls à l'Université de l'Arizona, où il se spécialise en sciences politiques.  Au cours de son premier semestre universitaire, il épuise son allocation mensuelle en achetant de la cocaïne et se tourne vers le travail du sexe. Ses problèmes de dépendances au sexe et à la drogue augmentent et incluent également la méthamphétamine. Ses notes chutent et il perd sa bourse de pom-pom girl. Après un semestre, il abandonne l'université pour se consacrer à la coiffure,.
Jonathan Van Ness se forme ensuite à l'institut Aveda de Minneapolis, où il obtient son diplôme. Il travaille en Arizona durant cinq ans, avant d'emménager en 2009, à Los Angeles, en Californie, où il obtient un poste d'assistant personnel au Sally Hershberger Salon,.
À la fin des années 2010, il comprend qu'il est gender fluid et non binaire.
En 2012, à l'âge de 25 ans, il s'évanouit alors qu'il fait des mèches à un client, puis découvre qu'il est séropositif. Cette révélation lui permet de se débarrasser de la consommation de drogue et de partager publiquement son histoire. Il affirme : « Je veux que les gens réalisent qu'on n'est jamais trop cassé pour être réparé »,.
Jonathan Van Ness travaille à Los Angeles, au MoJoHair et au Stile Salon, deux salons co-fondés avec Monique Northrop, de l'Arte Salon de New York,.

## Médiatisation
En 2013, alors qu'il coiffe son amie Erin Gibson, qui travaille pour le syndicat de la comédie Funny or Die, cette dernière l'invite à effectuer le récapitulatif d'un épisode de Game of Thrones, pour l'émission Funny or Die. En 2018, Jonathan Van Ness est nommé pour un Primetime Emmy Award, pour cette série de variétés de courte durée, titrée Gay of Thrones,.
Depuis 2015, Jonathan Van Ness anime le podcast hebdomadaire Getting Curious avec Jonathan Van Ness, qui a connu le succès au moment de la diffusion du premier épisode de l'émission Queer Eye, diffusée sur Netflix, dans laquelle Jonathan Van Ness est expert en soins. 

## Livres
Jonathan Van Ness publie en octobre 2019 ses mémoires dans un ouvrage intitulé Over the Top: A Raw Journey to Self-Love.
L'année suivante, en 2020, il publie un livre illustré pour la jeunesse, intitulé Peanut goes for the Gold, dans lequel il raconte l'histoire d'un cobaye non binaire, nommé Peanut, prodige de la gymnastique rythmique et inspiré de son propre animal de compagnie[source secondaire souhaitée].

## Vie privée
En tant que personne non binaire,, Jonathan Van Ness indique une préférence pour l'utilisation des pronoms « he / him » et utilise « she / her », ainsi que « they / them » de façon interchangeable.
Jonathan Van Ness souffre de psoriasis, une affection cutanée chronique, et conseille les clients sur les soins de la peau. En 2019, il annonce être séropositif au VIH.
Le 25 septembre 2019, Jonathan Van Ness soutient la candidature d'Elizabeth Warren à la présidence des États-Unis, en revendiquant que les soins de santé sont un droit humain.
Le 23 juin 2020, Jonathan Van Ness et Bobby Berk, co-vedette de Queer Eye, saluent les récentes décisions de la Cour suprême des États-Unis, qui statuent que la discrimination à l'emploi des LGBT est une violation du Civil Rights Act de 1964. Jonathan Van Ness décrit cette décision comme « un grand pas dans la bonne direction »,. Cependant, tous deux continuent d'exhorter le Congrès des États-Unis à adopter l'Equality Act. En décembre 2020, Jonathan Van Ness révèle avoir épousé son partenaire, Mark Peacock.

## Publications
- (en) Jonathan Van Ness, Over the Top : A Raw Journey to Self-Love, HarperOne, 24 septembre 2019, 288 p. (ISBN 978-0-062-90637-3)
- (en) Jonathan Van Ness, Peanut Goes for the Gold, HarperCollins, 31 mars 2020, 288 p. (ISBN 978-0-062-94100-8)

## Filmographie

### Télévision et Internet
- 2013 : Gay of Thrones (série télévisée, 45 épisodes)
- 2014 : I Love the 2000s (série télévisée, 10 épisodes)
- 2018 : Queer Eye (série télévisée, 47 épisodes)
- 2018 : Nailed It (épisode « 3,2,1... Ya Not Done »)
- 2019 : Big Mouth (épisode: « Disclosure the Movie: The Musical! »)
- 2019 : Big City Greens (épisode: « Cricket's Kapowie »)[27]
- 2020 : Sarah Cooper : Everything's Fine
- 2021 : M.O.D.O.K. (épisode: « This Man... This Makeover ! »)
- 2021 : I Heat Arlo[28]

### Cinéma
- 2020 : Miss Americana, dans son propre rôle
- 2021 : Arlo the Alligator Boy, dans le rôle de Furlecia

### Clips musicaux
- 2018 : This is me (The Reimagined Remix), avec Keala Settle, Kesha et Missy Elliott
- 2019 : You Need To Calm Down, avec Taylor Swift
- 2020 : Malibu (At Home Edition), avec Kim Petras

## Prix et récompenses
- 2018 : Nomination au Primetime Emmy Award, dans la catégorie Outstanding Short Form Variety Series, pour Gay of Thrones[29],[30]
- 2019 : Goodreads Choice Award, dans la catégorie Memoir and Autobiography, pour Over the Top: A Raw Journey to Self-Love[31]
- 2019 : iHeartRadio Podcast Award, dans la catégorie Best LGBTQ Podcast, pour le podcast Getting Curious with Jonathan Van Ness[32]
- 2019 : Critics’ Choice Movie Award, pour Male Star of the Year[33]

### Traduction
- (en) Cet article est partiellement ou en totalité issu de l’article de Wikipédia en anglais intitulé « Jonathan Van Ness » (voir la liste des auteurs).